# 納希爾尼夫卡
51°6′43″N 34°11′4″E / 51.11194°N 34.18444°E
納希爾尼夫卡（烏克蘭語：Нагірнівка）是位於烏克蘭東北部的村莊，由蘇梅州蘇梅區的沃羅日巴市鎮負責管轄。該村距離維爾河8公里，海拔高度168米，2001年人口35，居民使用烏克蘭語。